# 杜机娟
杜机娟（？年—），安徽滁州人，中国女子手球运动员，毕业于安徽师范大学运动训练专业。

## 战绩
2010年代表中国参加2010年亚洲沙滩运动会沙滩手球比赛，夺得金牌。
2012年代表中国参加2012年亚洲沙滩运动会沙滩手球比赛，夺得金牌。
2013年代表安徽队参加第十二届全运会女子手球比赛，夺得金牌。
2017年代表安徽队参加第十三届全运会女子手球比赛，夺得银牌。
2023年代表安徽队参加全国沙滩手球锦标赛，获得冠军。